# Viva la libertà
Pour plus de détails, voir Fiche technique et Distribution.
Viva la libertà est une comédie dramatique italienne coécrite et réalisée par Roberto Andò, sortie en 2013 en Italie, en mars 2014 en Belgique et en 2014 en France.
Roberto Andò a adapté pour ce film son roman Le Trône vide (Il trono vuoto).

## Synopsis
Enrico Oliveri est un politicien expérimenté de centre gauche, mais dont le déclin semble désormais inexorable. Toutes les projections le voient perdant aux élections qui vont se tenir et son parti veut se débarrasser de lui. C'est ainsi qu'il décide de disparaître : il se réfugie incognito à Paris chez un de ses anciennes amours, Danielle, à présent mariée à un réalisateur célèbre.
La panique s'insinue entre ses compagnons de parti qui ne le trouvent plus. Le seul à ne pas perdre le moral est son bras droit Andrea Bottini, auquel vient l'idée de lui substituer son frère jumeau, Giovanni Ernani, écrivain et philosophe haut en couleur, qui a dû subir un traitement psychiatrique par le passé. La substitution se révèle problématique mais apporte aussi des surprises agréables.

### Fiche technique
- Titre original : Viva la libertà
- Réalisation : Roberto Andò
- Scénario : Roberto Andò et Angelo Pasquini, d'après Il trono vuoto de Roberto Andò
- Direction artistique : Francesco Spina
- Costumes : Lina Nerli Taviani
- Photographie : Maurizio Calvesi
- Montage : Clelio Benevento
- Musique : Marco Betta
- Production : Angelo Barbagallo, Gaetano Daniele
- Société(s) de production : BiBi Film, Rai Cinema
- Société(s) de distribution : 01 Distribution (Italie)
- Pays d'origine :  Italie
- Langue originale : italien
- Genre : drame
- Durée : 94 minutes
- Dates de sortie :
  -  Italie : 14 février 2013
  -  France : 5 février 2014

## Distribution
- Toni Servillo : Enrico Oliveri / Giovanni Ernani
- Valerio Mastandrea : Andrea Bottini, l'adjoint d'Enrico
- Valeria Bruni Tedeschi : Danielle
- Michela Cescon : Anna, la compagne d'Enrico
- Anna Bonaiuto : Evelina Pileggi, collègue de parti d'Enrico
- Eric Nguyen : Mung, le mari de Danielle, réalisateur célèbre
- Judith Davis : Mara, une jeune membre de l'équipe de tournage
- Andrea Renzi : De Bellis, un politicien
- Massimo De Francovich : le président de la République
- Renato Scarpa : Arrighi
- Lucia Mascino : la contestataire
- Giulia Andò : une hôtesse
- Stella Kent : Hélène
- Brice Fournier : Bertrand, l'accessoiriste
- Olivier Martinaud : Claude
- Federico Torre : un portier
- Gianrico Tedeschi : Furlan
- Antonio Gerardi : garde du corps
- Veronika Varga : la maman de Simon

## Prix et distinctions
- 2013 - David di Donatello
  - Meilleur scénario : Roberto Andò et Angelo Pasquini
  - Meilleur second rôle masculin : Valerio Mastandrea
  - Nomination Meilleur film
  - Nomination Meilleur producteur : Angelo Barbagallo
  - Nomination Meilleur premier rôle féminin : Valeria Bruni Tedeschi
  - Nomination Meilleur premier rôle masculin : Toni Servillo
  - Nomination Meilleur second rôle féminin : Anna Bonaiuto
  - Nomination Meilleur maquillage : Enrico Iacoponi
  - Nomination Meilleure coiffure : Carlo Barucci et Marco Perna
  - Nomination Meilleur montage : Clelio Benevento
  - Nomination Meilleur son : Fulgenzio Ceccon
  - Nomination Meilleurs effets spéciaux : Gianluca Dentici per Reset VFX

- 2013 - Nastri d'argento
  - Meilleur scénario : Roberto Andò et Angelo Pasquini
  - Nomination Meilleur film : Roberto Andò
  - Nomination Meilleur producteur : Angelo Barbagallo
  - Nomination Meilleur premier rôle masculin : Valerio Mastandrea
  - Nomination Meilleur montage : Clelio Benevento
  - Nomination Meilleure bande son : Marco Betta

- 2013 - Globo d'oro
  - Nomination Meilleure réalisation : Roberto Andò
  - Nomination Meilleur scénario : Roberto Andò et Angelo Pasquini

- 2013 - Ciak d'oro
  - Meilleur premier rôle masculin : Toni Servillo
  - Meilleur second rôle masculin : Valerio Mastandrea
  - Meilleur scénario : Roberto Andò et Angelo Pasquini

- 2013 - Festival du cinéma méditerranéen de Bruxelles
  - Prix Cineuropa et Prix du public

## Source de la traduction
- (it) Cet article est partiellement ou en totalité issu de l’article de Wikipédia en italien intitulé « Viva la libertà » (voir la liste des auteurs).